# Papa Onorio III
Onorio III, nato Cencio ma di famiglia sconosciuta (Roma, 1150 circa – Roma, 18 marzo 1227), è stato il 177º papa della Chiesa cattolica dal 1216 alla sua morte.
Le notizie sulla sua vita prima di diventare papa non sono molte. In passato è stato apparentato alla famiglia Savelli e, di recente, alla famiglia Capocci, ma tali attribuzioni non sono riconosciute dagli studiosi. Onorio III fu anche detto Cencio camerarius per avere ricoperto dal 1189 la carica di camerlengo della Corte pontificia.

## Biografia

### Carriera ecclesiastica
Per un certo periodo fu canonico nella Basilica di Santa Maria Maggiore; divenne quindi ciambellano pontificio nel 1188 e fu elevato alla porpora cardinalizia da papa Celestino III quale cardinale diacono di Santa Lucia in Silice nel 1193. Sotto il papato di Clemente III e Celestino III fu camerlengo, cioè tesoriere. Nel 1192, sotto impulso del papa Celestino III, Cencio redasse un inventario di tutte le fonti di reddito della Santa Sede, noto come il Liber Censuum Romanae Ecclesiae.
Nel 1196 l'imperatrice vedova Costanza d'Altavilla diede il figlio Federico II di Svevia in tutela al papa Innocenzo III (1198-1216). Il pontefice assegnò a Cencio l'incarico di seguire l'educazione del futuro imperatore. In questo periodo cambiò titolo cardinalizio, diventando nel 1200 cardinale presbitero dei Santi Giovanni e Paolo.

#### Conclavi
Il cardinale Cencio partecipò a due conclavi:
- 1198, nel quale fu eletto Innocenzo III
- 1216, nel quale fu eletto pontefice egli stesso

### L'elezione al soglio
Il 18 luglio 1216 diciannove cardinali si riunirono a Perugia (dove Innocenzo era morto due giorni prima) con lo scopo di eleggere un nuovo papa. Il problematico stato delle cose in Italia, l'atteggiamento minaccioso dei Tatari e la paura di uno scisma indussero i cardinali ad accordarsi su un candidato di compromesso. I cardinali Ugolino da Ostia (il futuro papa Gregorio IX) e Guido di Preneste furono incaricati di indicare il nuovo papa. La loro scelta cadde su Cencio, che accettò la tiara papale con riluttanza e prese il nome di Onorio III. Venne consacrato a Perugia il 24 luglio, incoronato a Roma il 31 agosto e prese possesso del Laterano il 3 settembre.
I fedeli romani furono molto contenti della sua elezione poiché Onorio era romano e grazie alla sua estrema gentilezza ne seppe conquistare il cuore. Come il suo predecessore Innocenzo III si era prefisso di raggiungere due grandi obiettivi: la riconquista della Terra santa con la quinta crociata e una riforma spirituale dell'intera Chiesa. A differenza del suo predecessore cercò di conseguire questi risultati con la bontà e l'indulgenza, piuttosto che con la forza e la severità.

### Governo della Chiesa

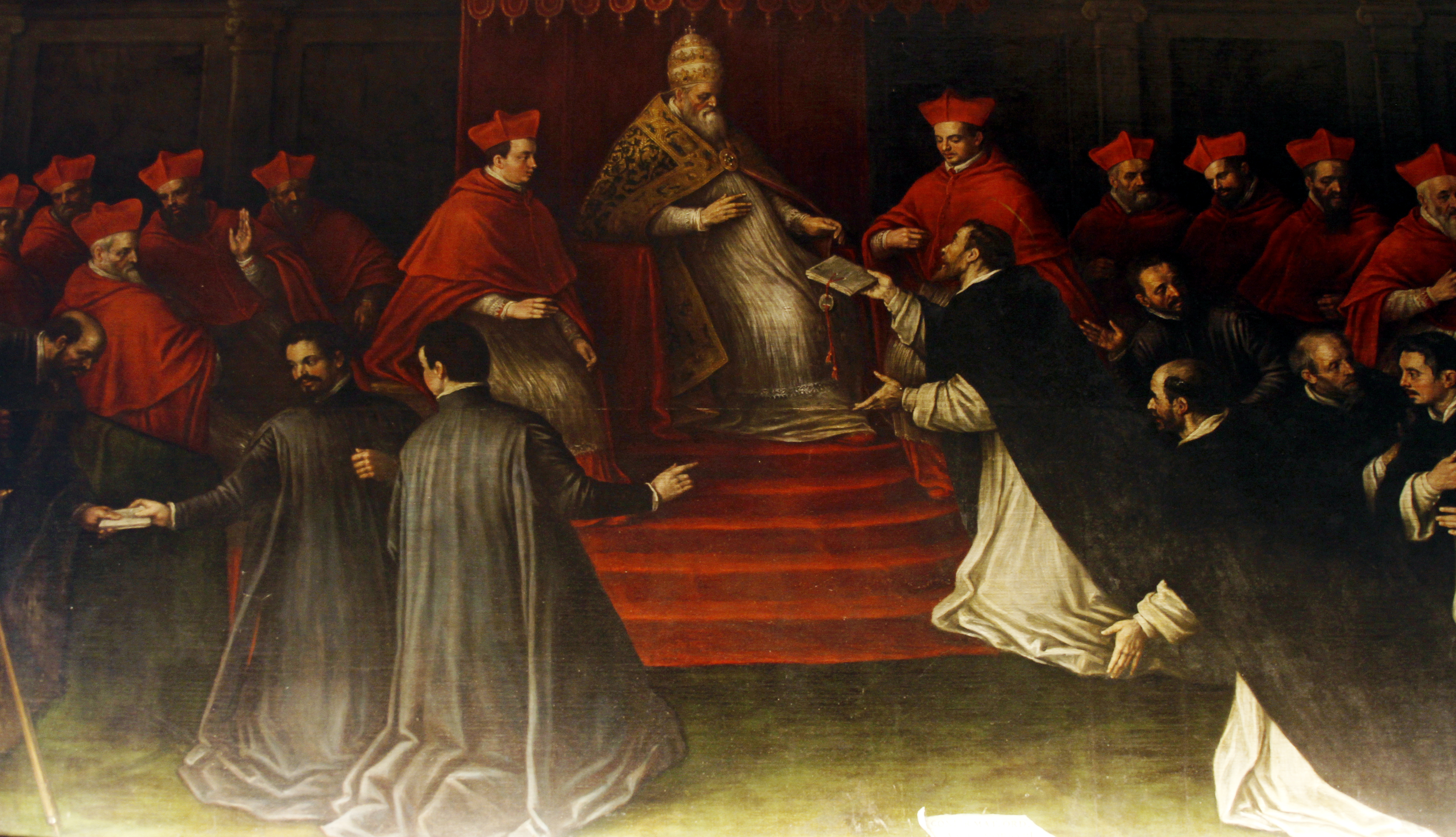
Papa Onorio III approva la Regola di San Domenico di Leandro Bassano, metà del XVII secolo, Chiesa dei Santi Giovanni e Paolo

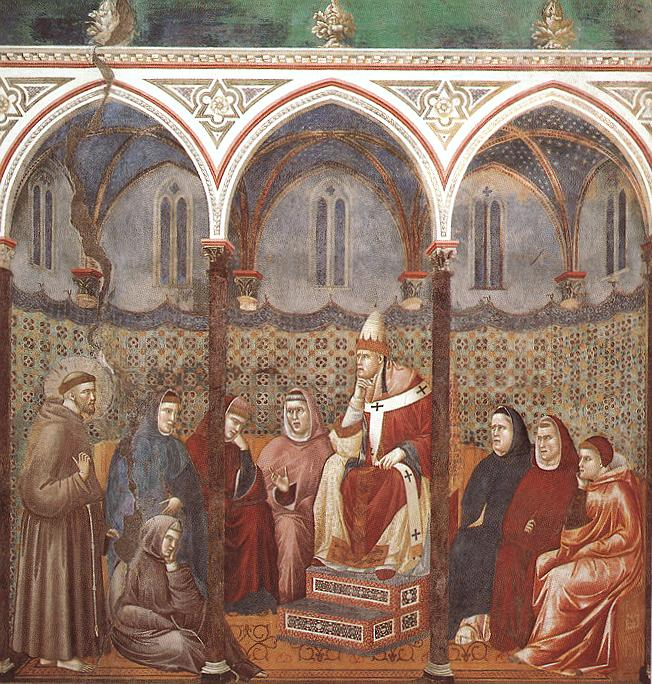
Francesco d'Assisi predica davanti a Onorio III, Basilica superiore di San Francesco d'Assisi

Onorio si trovò di fronte alla vasta serie di problemi che impegnavano la Chiesa dell'epoca: oltre alla liberazione della Terra Santa c'era la repressione dell'eresia albigese nella Francia meridionale, la guerra per la fede nella penisola iberica, la diffusione della cristianità nei Paesi baltici e la difesa dell'impero latino di Costantinopoli dai musulmani.
Di questi compiti lo sradicamento dell'eresia fu il più vicino al cuore di Onorio. Nel sud della Francia egli portò avanti l'opera di Innocenzo III, confermando Simone di Montfort nel possesso delle terre di Raimondo VI di Tolosa e riuscendo, dove aveva fallito Innocenzo, a coinvolgere la casa reale francese nella crociata contro gli Albigesi. Il più importante avvenimento del periodo fu l'assedio e la cattura di Avignone. Sia Onorio che re Luigi VIII non prestarono orecchio alle pretese imperiali di Federico II sulla città.
Onorio diede l'approvazione pontificia alla Regola di san Domenico il 22 dicembre 1216, con la bolla Religiosam vitam, e quella di san Francesco il 29 novembre 1223 con la bolla Solet annuere. Sempre nel 1216 istituì, su richiesta del santo francescano, la solennità del perdono d'Assisi.
Durante il suo pontificato presero vita anche molti degli ordini terziari. Il 30 gennaio 1226 approvò l'Ordine della Beata Vergine del Monte Carmelo con la bolla Ut vivendi normam. Approvò inoltre la congregazione dei Canonici regolari di Val-des-Écoliers (Vallis scholarium, Valle degli studiosi), che era stata fondata da quattro pii professori di teologia all'Università di Parigi.
Essendo uomo di studi Onorio insistette sul fatto che il clero dovesse ricevere un'intensa formazione, in particolare in teologia. Nel caso di un certo Ugo, che il capitolo di Chartres aveva eletto vescovo, ritirò la sua approvazione perché il neoeletto non possedeva una cultura sufficiente, quum pateretur in litteratura defectum, come dichiarò in una lettera datata 8 gennaio 1219. Un altro vescovo venne addirittura privato del suo ministero poiché analfabeta.
Onorio conferì diversi privilegi all'Università di Bologna e a quella di Parigi, le due più grandi istituzioni universitarie dell'epoca. Allo scopo di facilitare lo studio della teologia nelle diocesi che erano distanti dai grandi centri del sapere, ordinò nella bolla Super specula Domini, che alcuni tra i giovani di talento dovessero essere inviati a una riconosciuta scuola di teologia, per poi insegnare la materia una volta tornati nelle proprie diocesi.

### Decreti, bolle, epistole
Nel 1216 raccolse tutte le disposizioni giuridiche emesse nel suo pontificato nella bolla Novae causarum. Successivamente un insigne giurista dello Studium di Bologna, Tancredi, unì alla raccolta pontificia la Constitutio del 1220 dell'imperatore Federico II. Nacque così una compilatio, oggi conosciuta con il nome Compilatio Quinta, considerata il primo testo ufficiale di diritto canonico.

### La quinta crociata
La quinta crociata era stata avallata dal predecessore Innocenzo III al Concilio Laterano IV del 1215; i suoi preparativi iniziarono due anni dopo. Per procurarsi i mezzi necessari a questa colossale impresa il papa e i cardinali avrebbero contribuito con la decima parte (e tutti gli altri ecclesiastici con la ventesima) delle loro entrate per tre anni. Anche se i soldi raccolti in questo modo formavano una cifra considerevole non fu comunque sufficiente per una crociata generale, così come era stata pensata da Onorio III. Cercò quindi di creare un clima di accordo fra gli stati europei, il che avrebbe favorito la costituzione di un esercito adeguato alla riconquista di Gerusalemme. Prospettive più ampie sembrarono aprirsi quando incoronò Pietro II di Courtenay (aprile 1217) come imperatore latino di Costantinopoli; ma il nuovo imperatore venne catturato durante il suo viaggio verso est e morì in prigionia.
Onorio III era conscio che c'era un solo uomo in Europa che poteva portare alla riconquista della Terra Santa, e quell'uomo era il suo ex-pupillo Federico II di Germania. Come molti altri governanti Federico II aveva prestato giuramento di imbarcarsi per la Terra Santa nel 1217. Ma Federico si tirò indietro e Onorio rinviò ripetutamente la data di inizio della spedizione. Nell'aprile del 1220 Federico fu eletto imperatore e fu incoronato a Roma il 22 novembre 1220. Nonostante l'insistenza del papa Federico rinviò ancora e la campagna egiziana fallì miserabilmente con la sconfitta di Damietta (8 settembre 1221).
Molti dei governanti europei erano impegnati in proprie guerre e non potevano lasciare le loro nazioni per periodi lunghi. Andrea II d'Ungheria, seguito tempo dopo da una flotta di crociati provenienti dalla regione lungo il basso Reno, partì infine per la Terra Santa. I crociati presero Damietta e pochi altri luoghi in Egitto, ma la mancanza di unione tra i cristiani e anche la rivalità tra i condottieri e il legato pontificio Pelagio Galvani causarono il fallimento della crociata.

### Preparativi per la sesta crociata e la morte
Il 24 giugno 1225 venne infine fissato come data della partenza di Federico II e Onorio ne propose il matrimonio con Jolanda di Brienne, erede al Regno di Gerusalemme in quanto figlia di Giovanni di Brienne, con l'idea di legarlo maggiormente al piano. Il matrimonio ebbe luogo nella cattedrale di Brindisi il 9 novembre 1225 ma il Trattato di San Germano del luglio del 1225 provocò un altro ritardo di due anni, in quanto in tale sede Federico si impegnò solennemente, sotto pena di perdita della Sicilia e scomunica, a iniziare la crociata nel 1227.
Federico fece quindi dei seri preparativi per la crociata, nel corso dei quali Onorio morì (18 marzo 1227) senza vedere l'esaudirsi delle sue speranze. Fu sepolto nella basilica di Santa Maria Maggiore. Toccò al suo successore, il papa Gregorio IX, insistere perché venissero portate a compimento le speranze di Onorio.

### Concistori per la creazione di nuovi cardinali
Onorio III durante il suo pontificato ha creato 9 cardinali nel corso di sei distinti concistori.

## Genealogia episcopale e successione apostolica
La genealogia episcopale è:
- Papa Gregorio IX
- Papa Onorio III

La successione apostolica è:
- Vescovo Gualtiero I di Penne, O.S.B. (1216)
- Vescovo Pietro IV di Fermo (1216)
- Vescovo Folco Scotti (1216)
- Cardinale Jacques de Vitry, C.R.S.A. (1216)
- Arcivescovo Pellegrino I di Brindisi (1216)
- Cardinale Cencio Cenci (1217)
- Vescovo Gautier d'Elne (1217)
- Vescovo Guglielmo I di Civita Castellana (1217)
- Arcivescovo Landone di Anagni (1217)
- Vescovo Pietro d'Oleno (1217)
- Vescovo Raniero di Terni (1217)
- Vescovo Giacomo da Cerreto, O.Cist. (1217)
- Vescovo Vicedomino Cossadoca Alberico (1217)
- Cardinale Pietro Collevaccino (1217)
- Arcivescovo Hugues de Beroard (1218)
- Vescovo Bonifacio Colmezzo (1218)
- Vescovo Roberto di Tripoli (1218)
- Arcivescovo Jean de Bournain (1218)
- Cardinale Niccolò Chiaramonte, O.Cist. (1219)
- Vescovo Gauthier de Chartres, O.S.B. (1219)
- Vescovo Hugues de Montréal (1219)
- Vescovo Ruggero di Anglona (1219)
- Vescovo Giovanni Tornielli, O.S.B.Vall. (1219)
- Cardinale Konrad von Urach, O.Cist. (1219)
- Arcivescovo Enrico I da Settala (1219)
- Cardinale Pietro Capuano (1219)
- Vescovo Adelpreto di Ravenstein (1219)
- Vescovo Giovanni III di Narni (1220)
- Vescovo Bartolomeo Brancioni (1220)
- Vescovo Gervais de Chichester d'Angles, O.Praem. (1221)
- Cardinale Guido Pierleone (1221)
- Cardinale Guglielmo di Modena, O.Cart. (1222)
- Vescovo Pandolfo Verraccio (1222)
- Vescovo Étienne de Brioude (1224)
- Vescovo Gerardo Oscasali da Cremona (1224)
- Vescovo Alexander de Stavensby (1224)
- Vescovo Barthélemy de Paris (1224)
- Cardinale Oliviero di Paderborn (1225)

## Opere

### Liber Censuum Romanae Ecclesiae
Il più importante dei suoi scritti è il Liber censuum Romanae ecclesiae, che è la più preziosa fonte riguardo alla posizione della Chiesa medioevale circa la proprietà, e serve inoltre parzialmente come continuazione del Liber pontificalis. Esso comprende una lista di entrate della sede apostolica, un registro delle donazioni ricevute, dei privilegi garantiti, e dei contratti stipulati con città e governanti. Venne iniziato sotto Clemente III e completato nel 1192 sotto Celestino III. Il manoscritto originale del Liber Censuum esiste ancora (Vaticanus, 8486).
Il Liber Censuum contiene inoltre il cosiddetto catalogo di Cencio Camerario, un elenco delle chiese di Roma, che costituisce uno dei più antichi e completi elenchi di chiese romane.

### Il grimorio di papa Onorio
A Onorio III viene attribuito dalla tradizione esoterica un grimorio magico per l'evocazione demoniaca che, secondo quanto dice la sua bolla che introduce il libro, serve a insegnare come scacciare il demonio in nome di Cristo. Esso in realtà contiene formule e descrizioni di rituali per evocare gli spiriti e comandare sui demòni, ma è probabile che il suo autore sia un mago vissuto nella seconda metà del Cinquecento. Pubblicato per la prima volta in latino a Roma nel 1629, con il titolo di Grimorium Honorii Magni, ne esistono diverse copie situate in varie biblioteche europee.

### Le altre opere
Onorio III scrisse inoltre una vita di Celestino III (1191-1198), una vita di Gregorio VII (1073-1085), un Ordo Romanus, ovvero una specie di cerimoniale contenente i riti della Chiesa per varie occasioni, e trentaquattro sermoni.